# 兰合铁路
兰合铁路是中国甘肃省兰州市、临夏回族自治州、甘南藏族自治州的一条客货兼顾的铁路，是中国国家高速铁路网八纵八横兰（西）广通道的重要组成部分。

## 概况
工程正线全长184.42公里，其中新建西固城至唐尕昂段正线全长147.42公里，批复概算投资229.16亿元，建设工期6年。设计速度为200km/h（平面曲线半径预留250km/h条件）。运输组织为以客为主，兼顾沿线少量货物运输，采用动车组、普速客车和货物列车共线运行的模式。线路总体呈南北走向，自兰新铁路西固城站西端引出，经柳泉至永靖县至东乡县经临夏市至土门关，进入大夏河峡谷区至夏河县唐尕昂乡引入川青铁路唐尕昂站，与川青铁路共线至合作市。全线共设唐尕昂、双城、临夏、刘家峡及西固城5个车站。其中，唐尕昂站为川青铁路接轨站。该工程的建设，将结束甘南州不通铁路的历史。全线预计2027年建成通车。

## 规划与施工
2009年6月，铁道部和甘肃省向国家发改委联合上报了《兰州至合作铁路项目建议书》。
2013年12月，中铁第一勘察设计院完成可行性研究报告鉴修。
2014年7月30日，兰合铁路可行性研究报告通过了专家组评审。中国铁路总公司和甘肃省人民政府《关于报送新建兰州至合作铁路可行性研究报告的函》(铁总计统函[2014]804号)。2014年11月，国家发改委以《国家发展改革委关于新建兰州至合作铁路可行性研究报告的批复》（发改基础[2014]2246号），同意新建兰州至合作铁路项目主要建设方案。项目总投资104.57亿元，其中工程投资103亿元、机车车辆购置费1.57亿元。项目资本金占总投资的50%。其中甘肃省负责征地拆迁费用9.06亿元计入地方股份；其余由中国铁路总公司利用铁路发展基金及中央预算内投资13.27亿元。建设工期为4.5年。 同年12月兰合铁路建设项目开工建设，2015年5月由于铁路设计标准的调整，除东乡县黄家岭隧道建设外全线暂缓施工。
2015年12月28日，兰州至合作铁路设计标准由原设计的单线120km/h方案调整为双线200km/h。
2016年6月23日至24日，由中国铁路总公司工程设计鉴定中心主持的兰合铁路可研调整审查会在北京市召开。
2017年7月，控制性工程黄家岭隧道停工。
2019年9月25日，兰合铁路黄家岭隧道建设动员会在临夏州东乡县河滩镇团结村召开，工程经调整后正式复工建设。
2020年7月3日，国铁集团和甘肃省人民政府联合批复项目调整可研报告。
2021年9月17日，项目调整初步设计获得国铁集团、甘肃省人民政府联合批复。12月17日，兰合铁路全线开建。
2022年3月23日，全线首根桩基灌注完成，项目主体工程建设正式拉开帷幕。
2023年12月28日，兰合铁路最大跨径钢管混凝土系杆拱桥——尕张家特大立交桥系杆拱桥合龙。